# Hamont-Achel
Hamont-Achel es un municipio de la provincia de Limburgo en Bélgica. Sus municipios vecinos son Bocholt y Neerpelt, haciendo frontera al norte con los Países Bajos. Tiene una superficie de 43,7 km² y una población en 2018 de 14.427 habitantes, siendo los habitantes en edad laboral el 62% de la población.

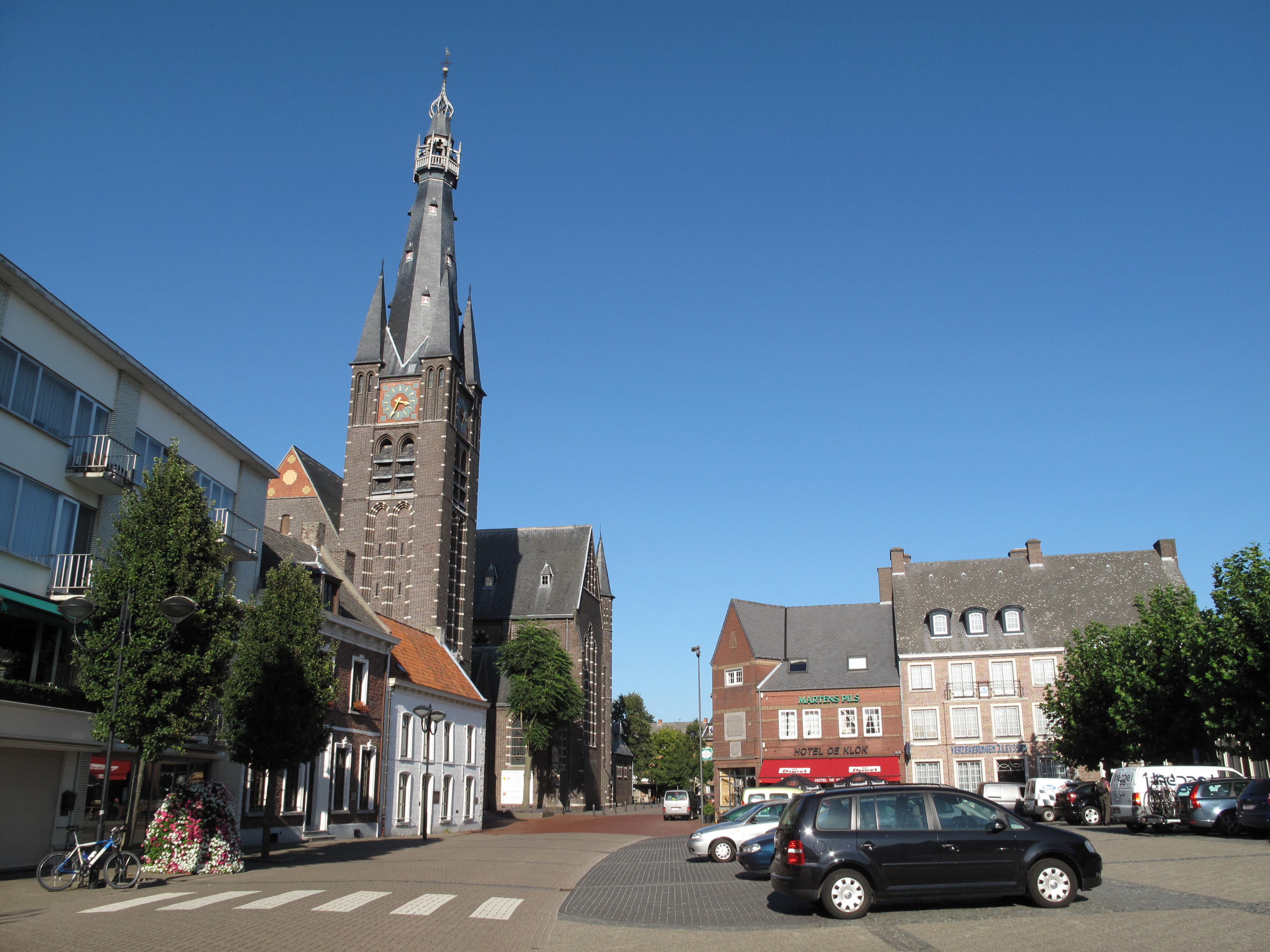
Entorno de la iglesia de Sint-Laurentius, en Hamont.

El municipio fue fundado en 1977 con la fusión de la ciudad de Hamont y la villa de Achel. 
Es conocida por su convento, la Achelse kluis, habitado por monjes trapenses y que fue fundado en 1846. En una parte de esta abadía está la "cervecería Achel" o Brouwerij, que elabora la afamada cerveza trapense de la marca Achel.

## Historia
El municipio se hizo famoso por ser el sitio de la catástrofe del 18 de noviembre de 1918, en el que dos trenes alemanes cargados de municiones se incendiaron y explotaron. Las explosiones también alcanzaron a tres trenes ambulancia cargados de soldados alemanes heridos que volvían del frente durante la Primera Guerra Mundial, así como a la mayor parte de la ciudad. Fue una de las peores explosiones de trenes en la historia, en la que murieron más de mil personas.

## Demografía

### Evolución
Todos los datos históricos relativos al actual municipio, el siguiente gráfico refleja su evolución demográfica, incluyendo municipios después de efectuada la fusión el 1 de enero de 1977.
| Gráfica de evolución demográfica de Hamont-Achel entre 1846 y 2020 |
|                                                                    |